# A Day for Thanks on Walton's Mountain
A Day for Thanks on Walton's Mountain es la cuarta película de la serie The Waltons, estrenada el 22 de noviembre de 1982. Fue protagonizada por Ralph Waite, Jon Walmsley, Judy Norton y Mary Elizabeth McDonough. 

## Sinopsis
La familia Walton tiene a la mayoría de sus familiares en casa durante el Día de Acción de Gracias, en 1946. La familia comienza a llegar a la montaña, iniciando por John-Boy (Robert Wightman). Luego viene Jason (Jon Walmsley), que se convierte en un músico profesional. John Walton intenta unir a todos para un evento especial de Elizabeth Walton (Judy Norton) y por último Erin (Mary Elizabeth McDonough) y Paul (Morgan Stevens), que planean mudarse fuera de la granja Walton. 

## Reparto
| Actor                    | Personaje              |
| ------------------------ | ---------------------- |
| Ralph Waite              | John Walton Sr.        |
| Jon Walmsley             | Jason Walton           |
| Judy Norton              | Elizabeth Walton       |
| Mary Elizabeth McDonough | Erin Walton Northridge |
| Eric Scott               | Ben Walton             |
| David W. Harper          | Jim-Bob Walton         |
| Kami Cotler              | Elizabeth Walton       |
| Joe Conley               | Ike Godsey             |
| Ronnie Claire Edwards    | Corabeth Walton Godsey |
| Ellen Corby              | Esther Walton          |
| Richard Gilliland        | Jonesy                 |
| Morgan Stevens           | Paul Northridge        |
| Robert Wightman          | John-Boy Walton        |
| DeAnna Robbins           | Aimee Godsey           |
| Leslie Winston           | Cindy Walton           |
| David Friedman           | John-Curtis Willard    |
| Angel Rhoades            | Virginia Walton        |
| Melinda Naud             | Jane Schuler           |
| Mary Jackson             | Emily Baldwin          |
| Helen Kleeb              | Mami Baldwin           |
| Jerry Hoffman            | Van Cramer             |
| Bettye Ackerman          | Belle Tucker           |
| Robert Donner            | Yancey Tucker          |